# درخت پنجه
درخت پنجه (نام علمی: Bombax ceiba) نام یک گونه از سرده پنجه‌درخت‌ها است.
درخت پنجه در جنوب ایران در اهواز و آبادان، کشت شده است.